# Eulepidotis mesomphala
Eulepidotis mesomphala là một loài bướm đêm trong họ Erebidae.